# Mathis Landwehr

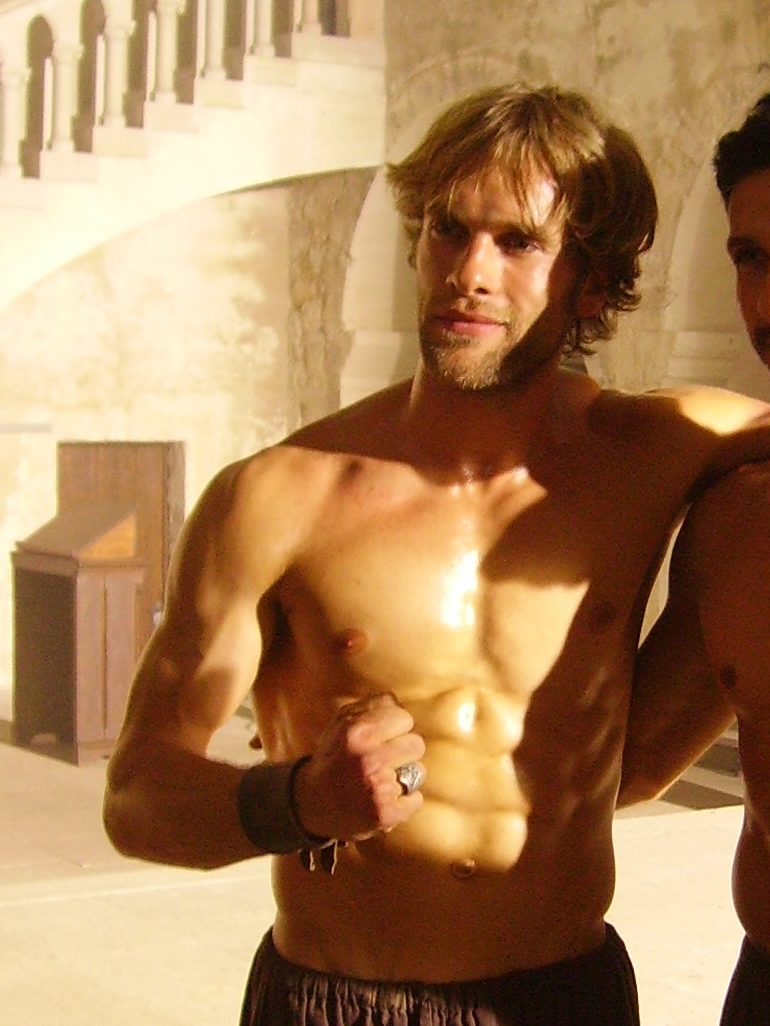
Mathis Landwehr als Lasko in der Klosterkirche (Schulpforte) im Lasko – Die Faust Gottes

Mathis Landwehr (* 30. Mai 1980 in Stuttgart) ist ein deutscher Schauspieler und Produzent.

## Leben
Mathis Landwehr wurde als Sohn eines Deutschlehrers und Doktors der Philosophie und einer Bildhauerin und Bühnenbildnerin 1980 in Stuttgart geboren. Der frühe Kontakt mit der Bühne, kontinuierliches Kampfkunst-Training und die Nähe zur Filmakademie Ludwigsburg prägten schon in seiner Kindheit und Jugend entscheidend seinen Berufswunsch.
Nach dem Abitur und dem Zivildienst bereiste er für insgesamt anderthalb Jahre Ost- und Südostasien, arbeitete mit renommierten Schauspiellehrern und einigen der weltweit angesehensten Choreographen. Seine Karriere als Schauspieler begann nach seinem Spielfilmdebüt Kampfansage – Der letzte Schüler, das weltweit verkauft wurde und auch international Zuschauer fand. Bis heute erzielt Mathis Landwehr beachtliche kommerzielle Erfolge im In- und Ausland.
Die Fernsehserie Lasko – Die Faust Gottes, in der Landwehr die Hauptrolle spielt, wurde 2009 für den Deutschen Fernsehpreis in der Kategorie „Beste Serie“ nominiert. Ein Jahr später folgte die Nominierung für den Taurus World Stunt Award („Best Fight“) als Choreograf und Performer. 2011 gründete Landwehr mit Sascha Girndt die Produktionsfirma Roundhousefilm GmbH, um Projekte mit der mittlerweile aufgebauten Infrastruktur und dem Pool an fähigen, jungen Filmemachern zu initiieren.

## Filmografie
- 2001: Kampfansage 2 (Kurzfilm)
- 2004: Tripdeluxe (Kurzfilm)
- 2004: Lasko – Im Auftrag des Vatikans (Fernsehfilm)
- 2005: Kingz (Kurzfilm)
- 2005: Kampfansage – Der letzte Schüler (Kino)
- 2005: Beatbox (Kurzfilm)
- 2006: Ladyland (Fernsehserie, Folge 1x03)
- 2007: Naima (Kurzfilm)
- 2007: Die Rettungsflieger (Fernsehserie, Folge 11x13)
- 2008: Perfect Hideout (Kinofilm)
- 2009–2010: Lasko – Die Faust Gottes (Fernsehserie, 15 Folgen)
- 2009: Schloss Einstein (Fernsehserie, 3 Folgen)
- 2009: SOKO Köln (Fernsehserie, Folge 6x24)
- 2011: Der Schatten (Kinofilm)
- 2011: Street Gangs – Show No Mercy (Kino)
- 2011: SOKO Stuttgart (Fernsehserie, Folge 2x20)
- 2012: Terra MaX (Dokumentationsserie, 1 Teil)
- 2012: Küstenwache (Fernsehserie, 15x26)
- 2013: Robin Hood (Fernsehfilm)
- 2013–2014: Heiter bis tödlich: Akte Ex (Fernsehserie, 7 Folgen)
- 2013: Pastewka (Fernsehserie, 5 Folgen)
- 2013: Inga Lindström – Sommerlund für immer (Fernsehfilm)
- 2013: Roughtown (Kurzfilm)
- 2014: München Mord: Die Hölle bin ich (Fernsehfilm)
- 2014: Real Fight (Kino)
- 2014: Bibi & Tina: Voll verhext! (Kino)
- 2014: Ultimate Justice (Kino)
- 2016: Darth Maul: Apprentice (Kurzfilm)
- 2016: Notruf Hafenkante (Fernsehserie, Folge Schütteltrauma)
- 2016: Allein gegen die Zeit – Der Film (Kino)
- 2017: Immigration Game (Kino)
- 2017: Schneeflöckchen (Kino)
- 2018: Alarm für Cobra 11 – Die Autobahnpolizei (Fernsehserie, Folge 43x01)
- 2018: Ronny & Klaid
- 2020: Barbaren (Fernsehserie, 3 Folgen)
- 2020: Sky Sharks
- 2021: Nummer eins (Musikvideo)
- 2022: Raven’s Hollow
- 2023: The Last Kumite

## Auszeichnungen
- 2009: Deutscher Fernsehpreis Nominierung, „Beste Serie“ Lasko – Die Faust Gottes
- 2010: Taurus World Stunt Award Nominierung, Best Fight mit Eskindir Tesfay